# روسيف ساذرلاند
روسيف ساذرلاند (بالإنجليزية: Rossif Sutherland)‏ هو ممثل كندي، ولد في 25 سبتمبر 1978 بفانكوفر في كندا. بدأ مشواره المهني سنة 2003.

## وصلات خارجية
- روسيف ساذرلاند على موقع IMDb (الإنجليزية)
- روسيف ساذرلاند على موقع ألو سيني (الفرنسية)
- روسيف ساذرلاند على موقع أول موفي (الإنجليزية)
- روسيف ساذرلاند على موقع قاعدة بيانات الأفلام السويدية (السويدية)
- روسيف ساذرلاند على موقع إن إن دي بي (الإنجليزية)
- روسيف ساذرلاند على موقع قاعدة بيانات الفيلم (الإنجليزية)
- روسيف ساذرلاند على موقع كينوبويسك (الروسية)